# Spil noget vi kender
Spil noget vi kender er det første opsamlingsalbum fra den danske rockgruppe Magtens Korridorer. Albummet udkom i 2012 og indeholder sange fra gruppens foregående albums samt de to nye sange "På Vej", der blev sunget sammen med Sys Bjerre, og "Eventyr For Drømmere" hvor Tv·2 medvirkede.

## Trackliste
1. "Picnic (På Kastellet)"
2. "Sara Har"
3. "Milan Allé"
4. "Snot Og Ild"
5. "Nordhavn Station"
6. "Lorteparforhold"
7. "Drømmer"
8. "Imperiet Falder"
9. "Engle"
10. "Pandora"
11. "En Sidste Chance Til"
12. "Kom & Mærk"
13. "På Vej" featuring Sys Bjerre
14. "Eventyr For Drømmere" featuring Tv·2
15. "Militskvinder"
16. "Hestevise"